# L'uomo dal vestito grigio
L'uomo dal vestito grigio (The Man in the Gray Flannel Suit) è un film del 1956 diretto da Nunnally Johnson in CinemaScope. 
E' tratto dall'omonimo romanzo bestseller di Sloan Wilson.
È stato presentato in concorso al 9º Festival di Cannes.

## Trama
Tom Rath è un letterato che conduce una vita abitudinaria, piccolo-borghese, con la moglie e i figli.
Ufficiale dell'esercito durante la seconda guerra mondiale, mentre era di stanza in Italia aveva avuto una relazione con una ragazza italiana, Maria. Tornato a casa, si era poi sposato con Betsy, la sua fidanzata, impiegandosi presso una fondazione.
La vita di Tom scorre tranquilla, ma Betsy, insofferente per la monotonia della routine familiare e desiderosa di progredire nella scala sociale, inizia ad accusare il marito di aver perso la grinta e la voglia di affermarsi di un tempo, accontentandosi della condizione modesta in cui vive. Tom, che non è ambizioso di natura, per accontentare la moglie accetta un altro impiego presso un network radiofonico. Viene assegnato come speech-writer all'ufficio del presidente del network, Richard Hopkins, un uomo stimato, ricco e di successo. Tuttavia la vita familiare di Hopkins ha sofferto della sua esclusiva dedizione al lavoro: separato dalla moglie; sua figlia diciottenne gli rinfaccia anni di assenza e di disinteresse.
Richard ha stima di Tom e lo mette a parte dei suoi problemi familiari e dei suoi rimorsi, e dell'incapacità sia di costruire un rapporto con la figlia, sia di recuperare quello con la moglie e di darsi pace. Dal canto suo, Tom cerca di migliorare il proprio status economico, tentando di guadagnarsi la stima del superiore, senza però venire a compromessi con la propria coscienza, e lottando per vedersi riconosciuto il lascito testamentario di una bella casa.
La vita di Tom ha una svolta quando un suo ex-commilitone gli rivela che la sua ex fiamma Maria ha avuto un figlio dalla loro relazione e gli consegna una lettera in cui la ragazza gli chiede un aiuto economico. Tom si risolve ad aiutarla, ma prima decide di confessare tutto alla moglie. Betsy reagisce male alla rivelazione e fugge di casa: solo successivamente comprende le ragioni del marito e si riavvicina a lui.
Tom e Betsy si riconciliano definitivamente e si trovano d'accordo nel disporre un piccolo vitalizio al bambino italiano, figlio dell'uomo.